# Pulchrana moellendorffi
Pulchrana moellendorffi es una especie de anfibio anuro de la familia Ranidae.

## Distribución geográfica
Esta especie es endémica del archipiélago de Palawan en Filipinas. Se encuentra en las islas de Palawan, Balabac, Culion, Coron, Caluit y Busuanga.

## Etimología
Esta especie lleva el nombre en honor a Otto Franz von Möllendorff (1848–1903).

## Publicación original
- Boettger, 1893 : Drei neue Wasserfrösche (Rana) von den Philippinen. Zoologischer Anzeiger, vol. 16, p. 363-366[4]